# باهات گیر افتادم
«باهات گیر افتادم» (به انگلیسی: Stuck with U) ترانه‌ای از خواننده آمریکایی آریانا گرانده و خواننده کانادایی جاستین بیبر است. این ترانه به‌عنوان یک تک‌آهنگ خیریه در ۸ مه ۲۰۲۰ منتشر شد. این ترانه سومین همکاری بین این دو خواننده که پس از ریمیکس تک آهنگ بیبر در سال ۲۰۱۵ «منظورت چیه؟» و «زمین» توسط لیل دیکی است.
از نظر تجاری، این ترانه به رتبه یک در ۱۰۰ آهنگ داغ بیلبورد رسید و به ششمین رتبه یک بیبر و سومین رتبه یک گرانده در ایالات متحده آمریکا تبدیل شد. همچنین این ترانه در صدر جدول‌های فروش موسیقی در کانادا، مالزی، نیوزیلند رسید و در بسیاری از کشورها در برترین تک‌آهنگ جدول‌ها قرار گرفت.

## زمینه و علت
در تاریخ ۳۰ آوریل سال ۲۰۲۰، بیبر توییت کرد «اطلاعیه ویژه فردا ساعت ۱۰ صبح جمعه…» چندی بعد، گرانده در توییتر گفت: «همه شما را آنجا می‌بینید»، روز بعد، بیبر و گرانده در رسانه‌های اجتماعی خود انتشار آهنگ را در ۸ مه ۲۰۲۰ اعلام کردند. تمام درآمد خالص از مسیر به «بنیاد کودکان» اهدا می‌شود. این کمک هزینه برای بورس‌های تحصیلی فرزندان کارگران که زندگی آنها تحت تأثیر بیماری دنیاگیری کروناویروس باشد اهداء می‌شود.

## نماهنگ
نماهنگ ۸ مه ۲۰۲۰ همراه با انتشار رسمی این ترانه منتشر شد. این نماهنگ شامل کلیپ‌هایی است که توسط هواداران ارسال شده‌است. همچنین در این ویدئو افرادی مشهور مانند کندال جنر و کایلی جنر، دمی لواتو، تو چینز، استفن کری و آیشا کوری، گوئینت پالترو، شنس رپر، لیل دیکی، مایکل بوبله، جیدن اسمیت، اشتون کوچر و میلا کونیس حضور دارند و همچنین گرانده با دوست پسرش دالتون گومز و بیبر به همراه همسرش هیلی بالدوین حضور دارند.